# Pycnostega obscura
Pycnostega obscura är en fjärilsart som beskrevs av W. Warren 1905. Pycnostega obscura ingår i släktet Pycnostega och familjen mätare. Inga underarter finns listade.